# بيل بوندز
بيل بوندز (بالإنجليزية: Bill Bonds)‏ هو مقدم تلفزيوني أمريكي، ولد في 1933 في ديترويت في الولايات المتحدة، وتوفي في 13 ديسمبر 2014 في بونتياك في الولايات المتحدة بسبب نوبة قلبية.